# Enric Casadevall Medrano
Enric Casadevall Medrano (Girona, Catalunya, 5 d'abril de 1952) és un polític andorrà. Ha exercit, durant diverses convocatòries, com a Conseller General, ministre i Cònsol Major i Conseller del Comú de Canillo. Actualment i des del 2011 és el President del Consell Superior de la Justícia d'Andorra.

## Biografia
Enric Casadevall va nàixer a la ciutat catalana de Girona el 5 d'abril de 1952, però amb només 6 anys, la seva família es traslladà a Andorra. Va cursar l'ensenyament bàsic a l'Escola Espanyola d'Encamp fins als 10 anys, quan entrà, per recomanació familiar, al seminari dels carmelites de Terrassa, on va romandre fins als 15 anys, quan sortí per manca de vocació sacerdotal. Després de l'estada al seminari, Casadevall tornà a Andorra i, seguint l'ofici de son pare, començà a treballar de rellotger. No obstant això, als 17 anys, entrà a treballar al Banc Internacional d'Andorra (BI) com a administratiu, treballant fins a la seua pre-jubilació com a director general adjunt a la mateixa entitat. Està casat i té dos fills.
Entrà a la política en ser elegit conseller general per la parròquia de Canillo a les eleccions al Consell General de 1992, les darreres abans de l'aprovació de la Constitució d'Andorra. Poc després a les eleccions al Consell General de 1993, a la primera legislatura constitucional, fou relegit conseller general per Canillo com a membre del partit local Unitat i Renovació (UiR). Al Consell General formà grup parlamentari amb els consellers del Grup d'Opinió Liberal (GOL) de la Massana. Al 1996, un any abans d'acabar la legislatura, abandonà l'escó, sent substituït per Miquel Casal Casal. Durant aquesta època, fa el pas a l'aleshores Unió Liberal (UL), el partit de govern. Després de les eleccions al Consell General de 1997 és nomenat per l'aleshores Cap de Govern, Marc Forné Molné, ministre d'economia, càrrec que mantindria fins a la restructuració governamental de l'any 2000, quan passa també a la cartera de presidència fins al 2001. En eixir del govern després de les eleccions al Consell General de 2001 fou nomenat aquell mateix any president de la Caixa Andorrana de Seguretat Social (CASS) fins al 2002. Després de les eleccions comunals de 2003, Casadevall fou elegit conseller comunal i Cònsol Major de Canillo com a cap de llista del Partit Liberal d'Andorra (PLA), triomfant amb 11 dels 14 consellers disponibles sobre la llista d'Unió per Canillo (UC), encapçalada per Martí Salvans Abetlla, que només obtingué els 3 consellers restants. En finalitzar la legislatura es presentà a la reelecció a les eleccions comunals de 2007, on enfrontant-se a la coalició del Partit Socialdemòcrata d'Andorra (PS), va triomfar amb 12 dels 14 consellers disponibles. L'any 2011 Casadevall abandonà el consolat, sent substituït al càrrec per Josep Mandicó Calvó, de Demòcrates per Andorra (DA), partit on ell mateix s'acabà integrant.
El mateix 2011, Enric Casadevall fou nomenat pel Síndic General president del Consell Superior de la Justícia d'Andorra en substitució de Lluís Montanya Tarrés. L'any 2017 fou renovat al càrrec per a un nou mandat. Casadevall va estudiar dret a la Universitat Nacional d'Educació a Distància (UNED), però a data de 2018 no tenia el títol tot i formar part d'un òrgan judicial. També forma part del secretariat permanent de la Cimera Judicial Iberoamericana.